# Ruta Provincial 16 (Buenos Aires)
La Ruta Provincial 16 es una carretera parcialmente pavimentada de 49 km de extensión en el noreste de la provincia de Buenos Aires, República Argentina.

## Recorrido
- Partido de Almirante Brown: Burzaco y Longchamps.
- Límite entre los partidos de Esteban Echeverría y Presidente Perón: Zona rural.
- Partido de San Vicente: San Vicente.
- Partido de Cañuelas: Gobernador Udaondo.